# Jacques Bellange
Pour les articles homonymes, voir Bellange.
Jacques Bellange, ou Jacques Charles de Bellange, peut-être né en Bassigny vers 1575 et mort en 1616 à Nancy, est un peintre, dessinateur et aquafortiste lorrain au service de la maison ducale.
On sait très peu de choses de cet homme qui a travaillé au service des ducs de Lorraine comme décorateur notamment. Il semble néanmoins qu'il ait été célèbre durant sa vie davantage pour ses peintures, et particulièrement ses portraits, que pour ses gravures à l'eau-forte. Aujourd'hui, presque toutes ses peintures, dont beaucoup ont orné les murs du palais Ducal de Nancy et d'autres bâtiments officiels, ont été perdues. Il reste cependant quelques dizaines de dessins et quarante-huit pièces gravées de cet artiste officiel de la cour des ducs de Lorraine, alors indépendante du royaume de France. Le musée lorrain de Nancy possède une douzaine de ces œuvres.
Il semble que Bellange ait été largement copié et collectionné au XVIIIe siècle. La Bible, la vie de la Sainte Vierge, l'histoire et la mythologie ; le graveur lorrain a représenté de nombreuses scènes miraculeuses ou guerrières.

## Biographie
On ignore tout de la jeunesse et de la formation de Jacques Bellange durant le dernier tiers du XVIe siècle. Comme il est signalé en qualité de peintre demeurant à La Mothe en 1595, on pense qu'il pourrait être originaire du Bassigny. Selon Gaillemin, l'absence de renseignements sur sa famille et les faveurs que lui accorda la Cour ducale pourraient indiquer qu'il s'agissait du fils illégitime d'un personnage important.
En 1602, il fut appelé au palais ducal de Nancy pour y réaliser le décor du cabinet de Catherine de Bourbon, belle-fille du duc Charles III de Lorraine. C'est à la suite de cette réalisation représentant des scènes de l'histoire romaine que Bellange fut engagé comme peintre de la Cour et qu'il reçut plusieurs commandes de portraits et de tableaux religieux.
En 1606, on lui confia la restauration des peintures de la galerie des cerfs du palais. La même année, à l'occasion des festivités accompagnant l'entrée solennelle de la nouvelle duchesse de Bar, seconde épouse du prince héritier, Marguerite de Gonzague, il participa à la création d'un char et d'un arc de triomphe.

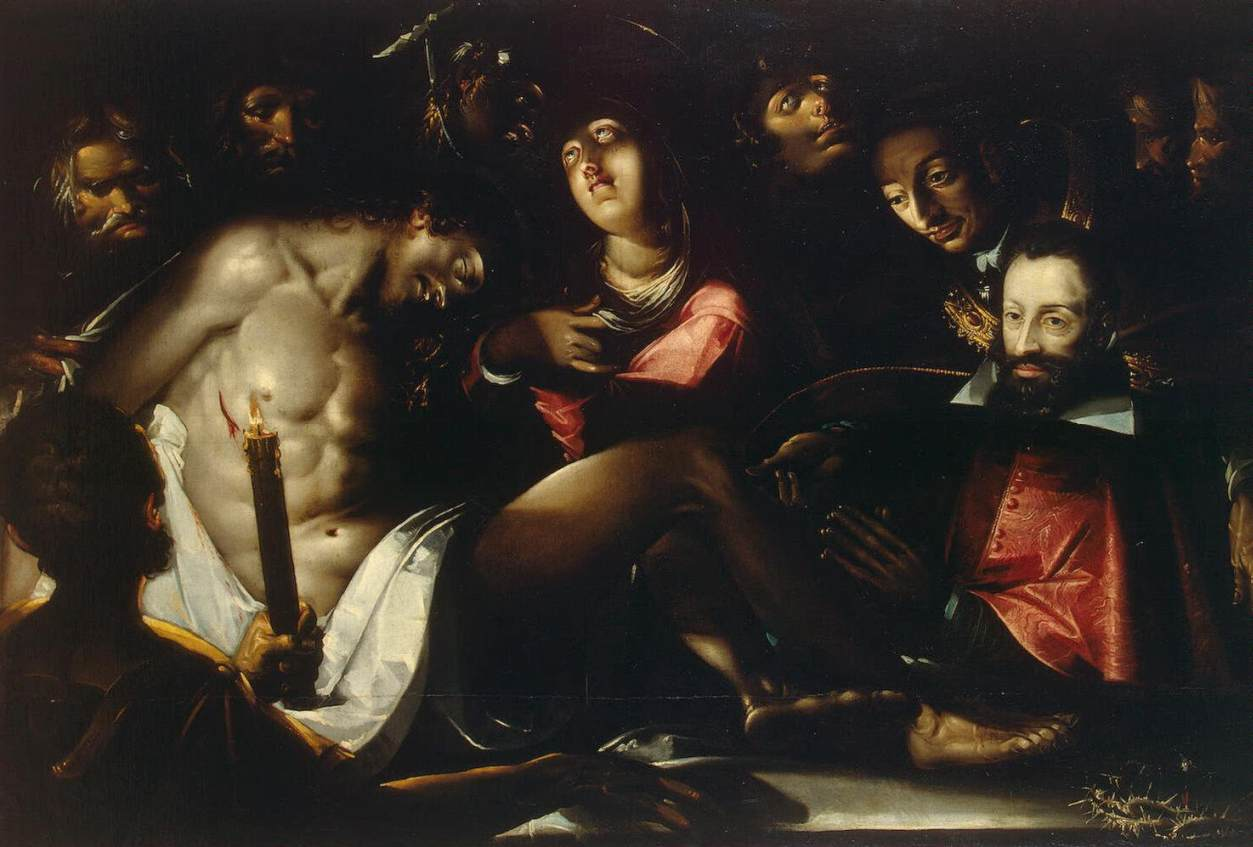
Déploration du Christ avec saint Charles Borromée et un donateur, musée de l'Ermitage, Saint-Pétersbourg (entre 1615 et 1617).

Deux ans plus tard, Charles III étant mort, il fut envoyé en France, officiellement pour des motifs artistiques, mais aussi probablement pour une mission diplomatique secrète. Le roi Henri IV de France souhaitant marier son fils, le futur Louis XIII, à Nicole de Lorraine, fille et héritière du duc Henri II qui venait de naître.
La même année (1608), le duc Henri II de Lorraine lui renouvela sa confiance en lui commandant le décor de la « salle neuve » du palais, décor constitué de scènes des Métamorphoses d'Ovide et de moresques.
Marié à Claude Bergeron, une fille d'apothicaire richement dotée âgée de dix-sept ans, il fut anobli à la fin de sa vie (avec les titres de chevalier et, dès 1612, de « gentilhomme suivant son Altesse ») et exempté des impôts de bourgeois.
Il fut le maître de Claude Deruet et de Thierry Bellange.
Il aurait été un proche du chanoine Melchior de la Vallée, qui avait baptisé la princesse Nicole.
Son fils Henri Bellange (Nancy 1613-Paris 1672/1680) fut aussi artiste.

## Œuvres
- Nemours, Château-Musée, Le Christ mort devant la Vierge en majesté, 1607, plume et sépia sur papier, 40 x 29 cm. 1907.16.1.
- Orléans, musée des Beaux-Arts: Jeune soldat, une femme et une autre figure, plume et encre brune, lavis beige, mis en place ou repassé au stylet, papier blanc 22,2 x 10,7 cm[3].

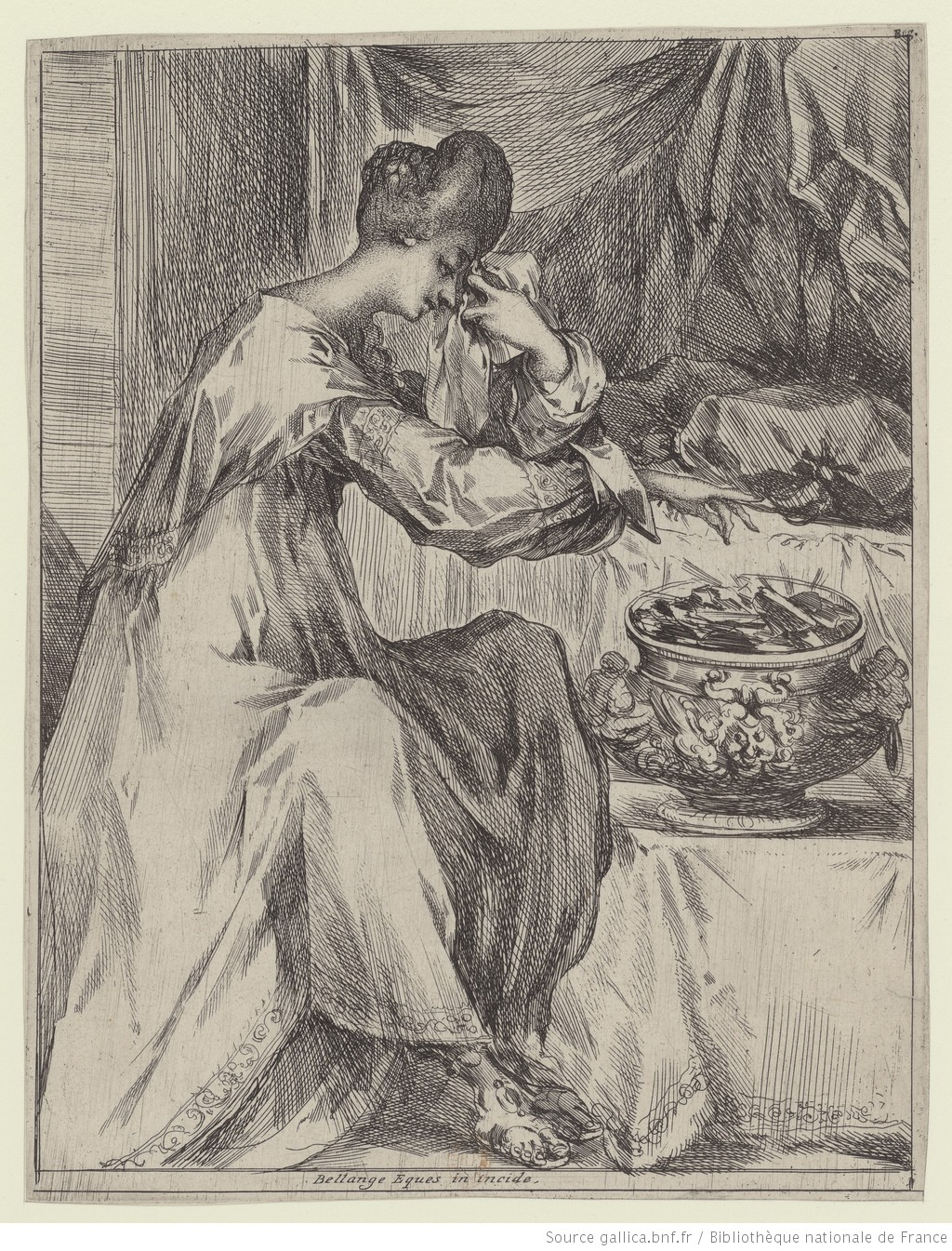
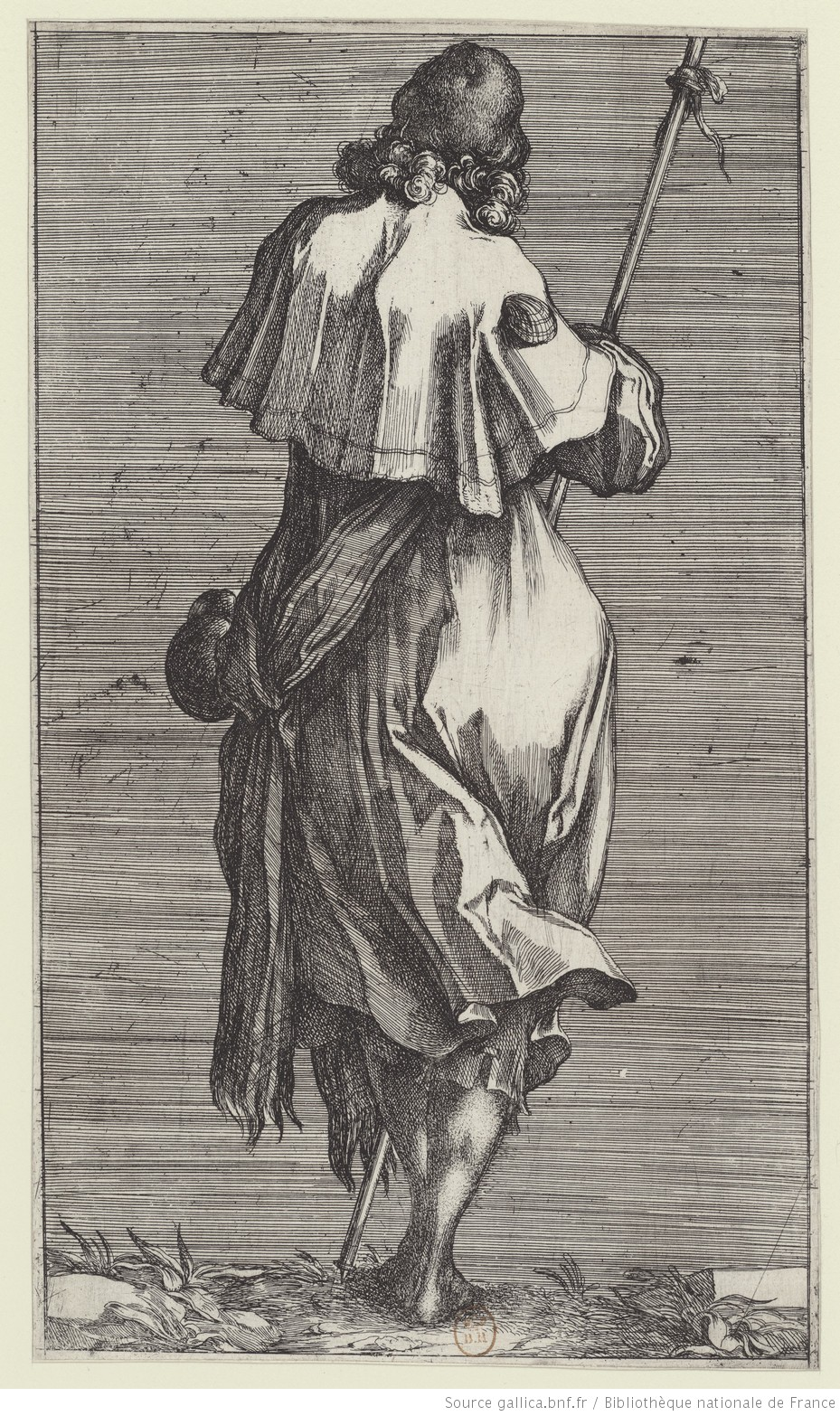
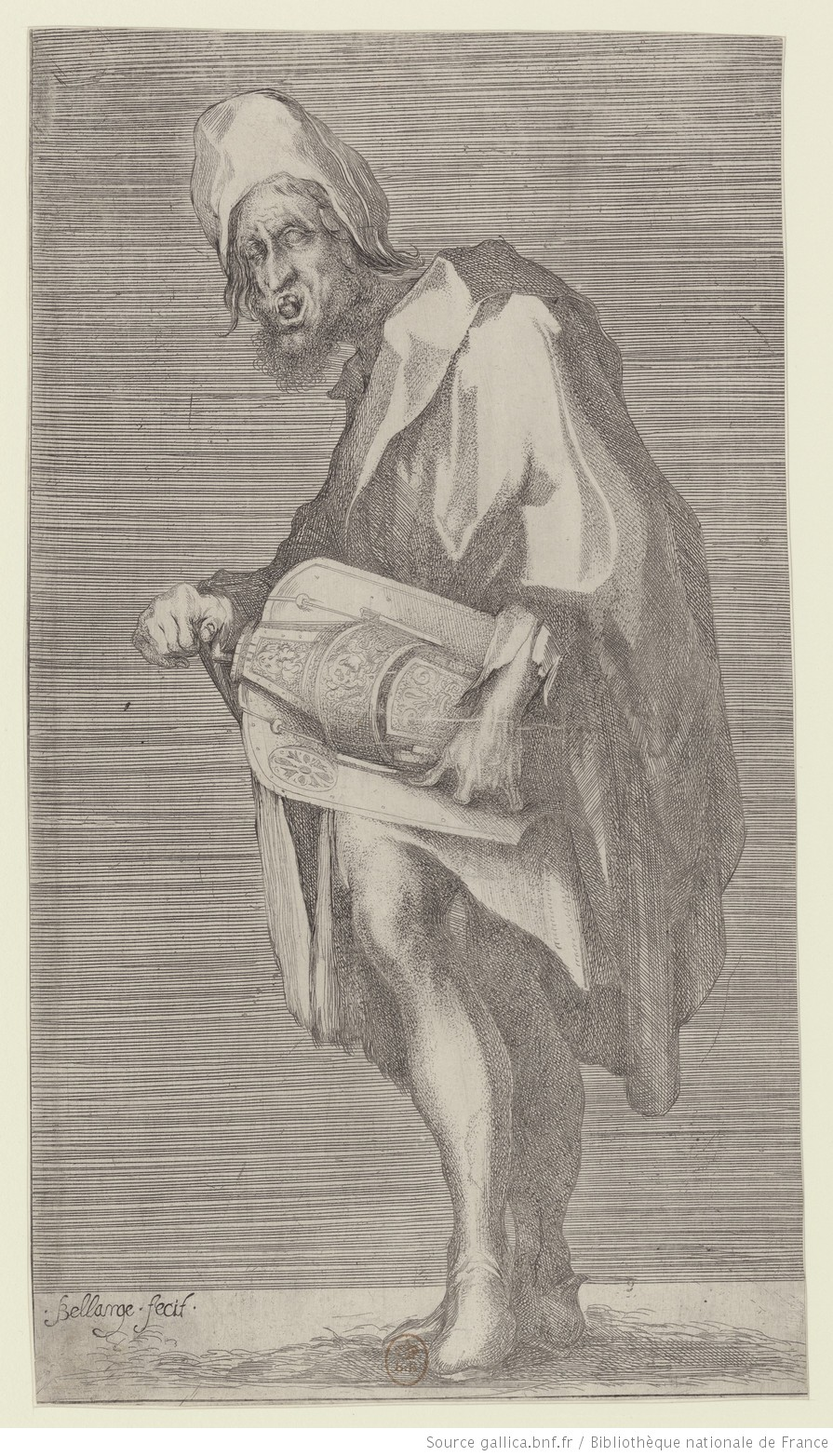
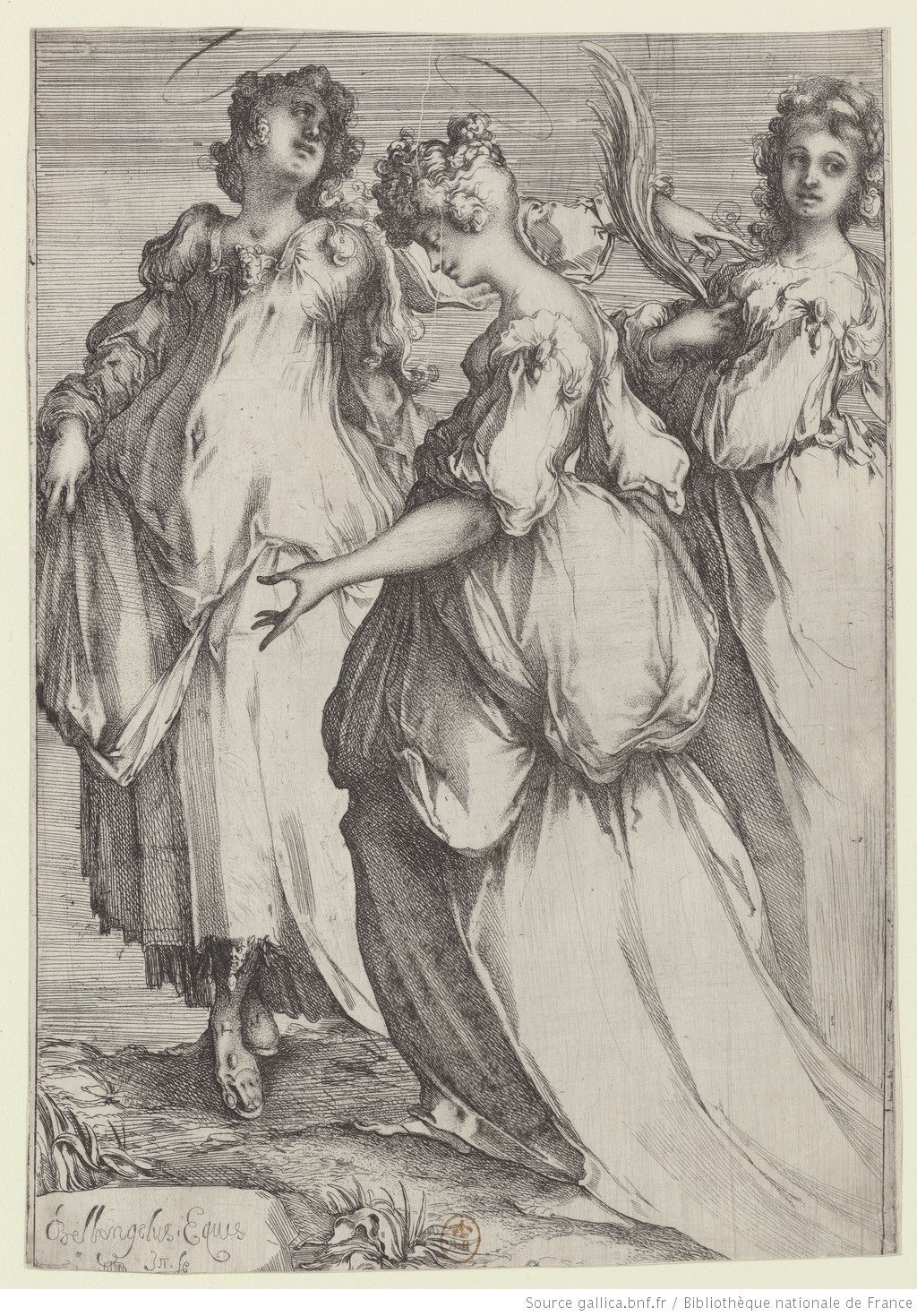
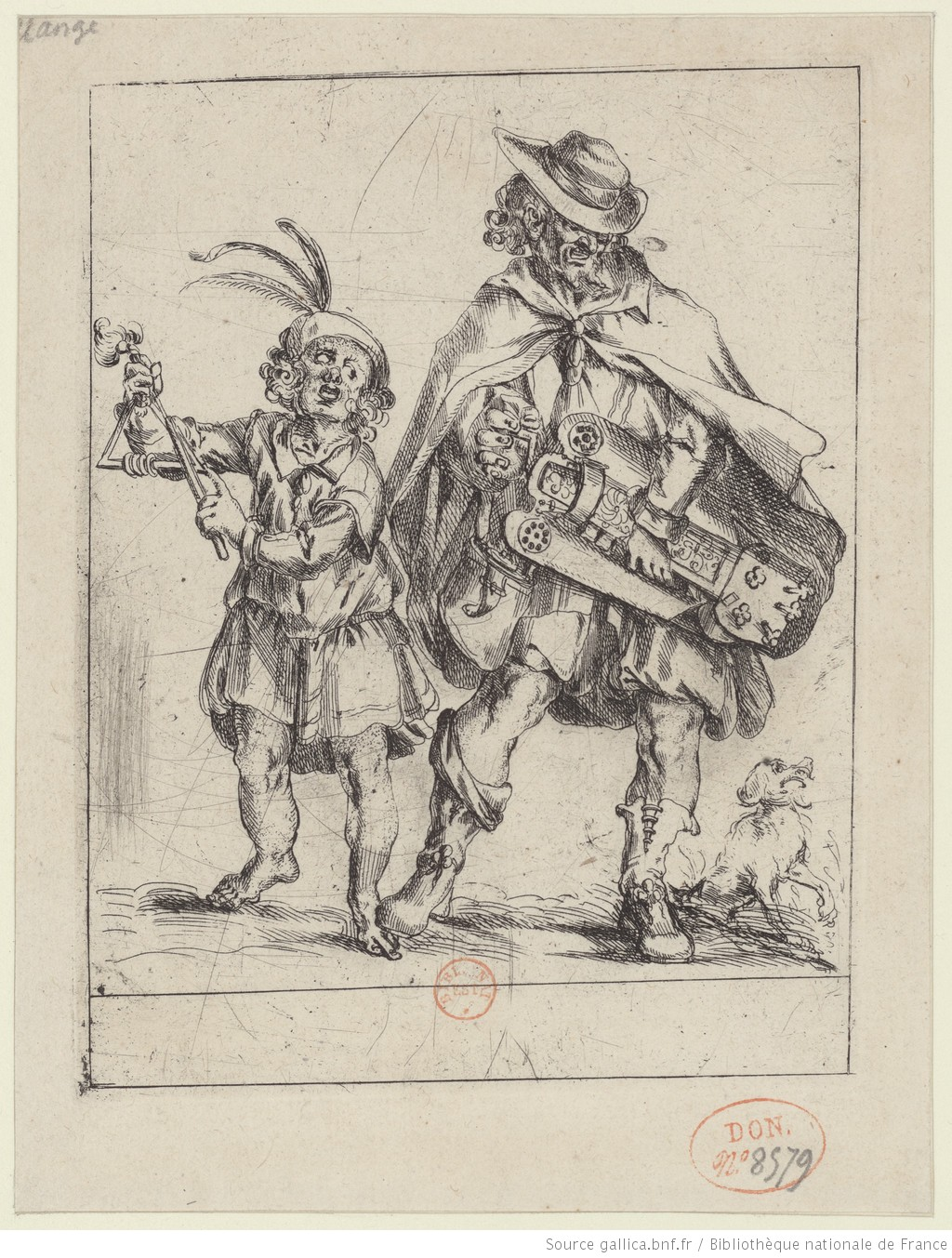

- Fichier:La_mort_de_Porcia_de_Jacques_Bellange.jpg
- Fichier:Saint_Jacques_le_Majeur_de_Bellange_Jacques.jpg
- Fichier:Le_mendiant_à_la_vielle_Bellange_Jacques.jpg
- Fichier:Les_trois_saintes_-_Bellange_Jacques.jpg
- Fichier:Le_concert_grotesque_de_Bellange_Jacques.jpg